# Kuliak jezici
Kuliak jezici, manja skupina nilsko-saharskih jezika koja čini jednu od glavnih grana istočnosudanskih jezika, što se govore na području Ugande. 
Sastoji se od dvije uže podskupine, to su ik s jednim i istoimenim jezikom ik [ikx] (10,000); i ngangea-so s dva jezika, nyang’i [nyp] (nije poznato da itko više njime govori) i soo [teu] (5,000, Ladefoged, Glick and Criper 1972, od 21.534 etničkih Tepesa 2002)

## Vanjske poveznice
- Ethnologue (14th)
- Ethnologue (15th)